# 東京大学大学院数理科学研究科
東京大学大学院数理科学研究科（すうりかがくけんきゅうか、Graduate School of Mathematical Sciences）は、東京大学大学院の研究科。駒場キャンパスに所在する。狭い意味での数学だけでなく、応用数理も含めた数理科学の教育・研究が行われている。

## 沿革
東京大学における大学院重点化の一環として、1992年に東京大学内の数学関連3教室（理学部数学教室・教養学部数学教室・教養学部基礎科学科第一基礎数学教室）が合併して、独立研究科として発足した。大学院組織としては、理学系研究科から数学専攻（理学部数学教室と教養学部数学教室の共同運営）を独立させた形となっている。

## 研究
- 純粋数学だけでなく、現象数理、数理ファイナンス、計算機数学などの応用数理の研究も多く行われている。
- 現在、研究科内の研究グループは大きく代数、幾何、解析、応用数理の4分野に分けられている。
- 数理科学研究科の「科学技術への数学新展開拠点」が2003年度に文部科学省の21世紀COEプログラムに採択された。また、同じく「数学新展開の研究教育拠点」が2008年度にグローバルCOEプログラムに採択された。

## 教育
- 理学部・教養学部とは独立した部局となっている（ただし事務組織は総合文化研究科・教養学部と一体になっている）が、現在でも教養学部前期課程・後期課程の数学教育および理学部数学科の授業を担当している。ほとんどの教員は理学部・教養学部の両方を兼担している。
- 学部教育特別プログラムとして2005年度より「アクチュアリー・統計プログラム」を東京大学理学部に開設している。
- 2005年度に「英語による数学研究発表・討論の能力開発」が文部科学省の「魅力ある大学院教育」イニシアティブに採択された。

## 組織

### 専攻
研究科設立以来、1専攻のみが設置されている。
- 数理科学専攻
  - 数理代数学大講座
  - 基礎解析学大講座
  - 大域幾何学大講座
  - 数理構造論大講座
  - 数理解析学大講座
  - 離散数理学大講座

## 施設
研究科の施設は、教養学部と同じ東京大学駒場Iキャンパスに設置されている。理学部数学科の授業も同じ建物の中で行われている。
また、群馬県沼田市にある「東京大学玉原国際セミナーハウス（とうきょうだいがくたんばらこくさいセミナーハウス）」は数理科学研究科の運営となっており、研究セミナーや高校生対象の数学講座などが開催されている。

## 同窓会
東京大学理学部数学教室・大学院数理科学研究科同窓会（東大数学同窓会）
理学部数学科および大学院数理科学研究科の同窓会である。前身である「理学部数学教室同窓会」は1991年に設立された。1992年の数理科学研究科発足に伴い、現在の名称に変更された。